# Sherif Jimoh
Sherif Olatunde Jimoh (Abidjan, 4 maggio 1996) è un calciatore ivoriano, difensore dell'Ordabasy.

## Carriera

### Club
Dopo aver giocato nella massima serie ivoriana con Athlétic d'Adjamé e San-Pédro (con quest'ultimo club ha anche giocato 9 partite e realizzato una rete nella Coppa della Confederazione CAF), il 12 agosto 2021 si è trasferito al Nëman, formazione della massima serie bielorussa.

### Nazionale
Ha militato nelle nazionali giovanili ivoriane Under-17 ed Under-23. Dal 2015 al 2019 ha giocato 7 partite con la nazionale maggiore.

## Statistiche

### Presenze e reti nei club
Statistiche aggiornate all'8 dicembre 2021.
| Stagione                 | Squadra                  | Campionato               | Campionato | Campionato | Coppe nazionali | Coppe nazionali | Coppe nazionali | Coppe continentali | Coppe continentali | Coppe continentali | Altre coppe | Altre coppe | Altre coppe | Totale | Totale |
| Stagione                 | Squadra                  | Comp                     | Pres       | Reti       | Comp            | Pres            | Reti            | Comp               | Pres               | Reti               | Comp        | Pres        | Reti        | Pres   | Reti   |
| ------------------------ | ------------------------ | ------------------------ | ---------- | ---------- | --------------- | --------------- | --------------- | ------------------ | ------------------ | ------------------ | ----------- | ----------- | ----------- | ------ | ------ |
| 2013-2014                | Athlétic d'Adjamé        | L1                       | ?          | ?          |                 | -               | -               |                    | -                  | -                  |             | -           | -           | ?      | ?      |
| 2014-2015                | Athlétic d'Adjamé        | L1                       | ?          | ?          |                 | -               | -               |                    | -                  | -                  |             | -           | -           | ?      | ?      |
| 2015-2016                | Athlétic d'Adjamé        | L1                       | ?          | ?          |                 | -               | -               |                    | -                  | -                  |             | -           | -           | ?      | ?      |
| 2016-2017                | Athlétic d'Adjamé        | L1                       | ?          | ?          |                 | -               | -               |                    | -                  | -                  |             | -           | -           | ?      | ?      |
| 2017-2018                | Athlétic d'Adjamé        | L1                       | ?          | ?          |                 | -               | -               |                    | -                  | -                  |             | -           | -           | ?      | ?      |
| 2018-2019                | Athlétic d'Adjamé        | L1                       | ?          | ?          |                 | -               | -               |                    | -                  | -                  |             | -           | -           | ?      | ?      |
| Totale Athlétic d'Adjamé | Totale Athlétic d'Adjamé | Totale Athlétic d'Adjamé | ?          | ?          |                 | -               | -               |                    | -                  | -                  |             | -           | -           | ?      | ?      |
| 2019-2020                | San-Pédro                | L1                       | ?          | ?          |                 | -               | -               | CCC                | 9                  | 1                  |             | -           | -           | 9      | 1      |
| 2020-2021                | San-Pédro                | L1                       | ?          | ?          |                 | -               | -               | CCC                | 0                  | 0                  |             | -           | -           | ?      | ?      |
| Totale San-Pédro         | Totale San-Pédro         | Totale San-Pédro         | ?          | ?          |                 | -               | -               |                    | 9                  | 1                  |             | -           | -           | 9      | 1      |
| ago.-nov. 2021           | Nëman                    | VL                       | 11         | 0          |                 | -               | -               |                    | -                  | -                  |             | -           | -           | 11     | 0      |
| Totale carriera          | Totale carriera          | Totale carriera          | 11         | 0          |                 | -               | -               |                    | 9                  | 1                  |             | -           | -           | 20     | 1      |